# Ammotrecha limbata
Espèce
Synonymes
- Galeodes limbata Lucas, 1835

Ammotrecha limbata est une espèce de solifuges de la famille des Ammotrechidae.

## Distribution
Cette espèce se rencontre au Mexique, au Guatemala et au Salvador.

## Publication originale
- Lucas, 1835 : Galeode. Galeodes. Olivier. Magasin de Zoologie 5, Classe VIII, plate 5 (texte intégral).